# Psiloptera hoffmanni
Psiloptera hoffmanni es una especie de escarabajo barrenador metálico del género Psiloptera, categorizada en la tribu Dicercini, de la subfamilia Chrysochroinae. Fue descrita científicamente por Laporte & Gory en 1836.

## Distribución
Se distribuye por Brasil.

## Hábitat
Es una especie que suele ser encontrada en las plantaciones de Eucalyptus, donde también se alimenta.